# 박상복
박상복(朴商福, 1934년 9월 5일~2018년 12월 30일)은 대한민국의 기업인, 정치인이다. 1973년 학교법인 동양학원을 설립하고 공로를 인정받아 2009년 3월 25일 정부로부터 국민훈장 모란장을 받았다.
동양석유 대표이사, 인천상공회의소 상임위원, 제15대 국회의원을 역임하였다. 경인일보 사장과 동양학원(태안여고) 재단이사장, 동양산업 회장직을 지냈다.
2018년 12월 30일에 사망했다.

## 학력
- 서울 양정고등학교
- 단국대학교 행정학과
- 성균관대학교 행정대학원

## 경력
- 1971년  민주공화당 중앙위원
- 1971년  동양석유 전무이사
- 1973년  경기도 제1선거구(인천)선거관리위원회 위원
- 1974년 ~ 1981년  동양석유 대표이사
- 1975년  동양학원(태안여고) 재단이사장
- 1975년  인천상공회의소 상임위원
- 1980년 ~ 1987년  경인일보 대표이사
- 1980년  경기도 선거관리위원
- 1987년  한국자동차연맹 인천시지회 지회장
- 1992년  동양산업 회장
- 1997년  인천일보 비상임 이사
- 2000년  제15대 국회의원(전국구 승계)

## 역대 선거 결과
| 실시년도 | 선거  | 대수 | 직책     | 선거구 | 정당         | 득표수      | 득표율         | 순위        | 당락 | 비고       |
| -------- | ----- | ---- | -------- | ------ | ------------ | ----------- | -------------- | ----------- | ---- | ---------- |
| 1996년   | 총선  | 15대 | 국회의원 | 전국구 | 자유민주연합 | 3,178,474표 | \| \| 16.2% \| | 전국구 14번 |      | 초선, 승계 |
|          | 16.2% |      |          |        |              |             |                |             |      |            |